# Girolamo Amelonghi
Girolamo Amelonghi, dit Il Gobbo da Pisa (« le bossu de Pise ») est un poète burlesque italien du XVIe siècle.

## Biographie
Girolamo Amelonghi était de Pise, et sans doute bossu ; car on l’appelle il Gobbo da Pisa, le bossu de Pise. On a de lui un poème intitulé la Gigantea (la Guerre des Géants), qu’il publia sous le nom de Forabosco, à Florence, en 1566, in-12, avec un autre poème du même genre, intitulé la Nanea (la Guerre des Nains), d’un certain Francesco Aminta, d’ailleurs tout à fait inconnu. Ces poèmes ont été réimprimés à Florence, en 1612, in-12, avec la Guerra de Mostri, d’Anton Francesco Grazzini, dit le Lasca. Ce sont les premières productions d’un genre dans lequel les Italiens ont excellé, mais auquel ils se sont trop livrés, pour l’honneur de leur littérature. On trouve aussi, parmi les Conti carnascialeschi (Chants du carnaval), un chant original d’Amelonghi, sous le titre de gli Scolari (les Écoliers).